# Hamlet Mkhitaryan
Hamlet Mkhitaryan, en armeni Համլետ Մխիթարյան, (Yerevan, 24 de novembre de 1973) és un futbolista internacional armeni, ja retirat.
Va ser internacional amb la selecció nacional del seu país entre 1994 i 2008. El 2016 va esdevenir entrenador del Parseh Tehran FC, de la segona divisió iraniana, equip que va desaparèixer la mateixa temporada.